# Тяжинское городское поселение
Тя́жинское городско́е поселе́ние — упразднённое муниципальное образование в Тяжинском районе Кемеровской области. Административный центр — посёлок городского типа Тяжинский.

## История
Тяжинское городское поселение образовано 17 декабря 2004 года в соответствии с Законом Кемеровской области № 104-ОЗ.

## Население
| 2009    | 2010    | 2011    | 2012    | 2013    | 2014    | 2015    |
| ------- | ------- | ------- | ------- | ------- | ------- | ------- |
| 13 733  | ↘11 120 | ↘11 101 | ↘10 968 | ↘10 795 | ↘10 588 | ↘10 495 |
| 2016    | 2017    | 2018    | 2019    |         |         |         |
| ↘10 313 | ↘10 121 | ↘9954   | ↘9812   |         |         |         |

## Состав городского поселения
| № | Населённый пункт | Тип населённого пункта      | Население |
| - | ---------------- | --------------------------- | --------- |
| 1 | Тяжинский        | пгт, административный центр | ↘9658     |

## Местное самоуправление
Главы администрации
- Чайка Александр Николаевич
- Петраков Николай Александрович, глава Тяжинского городского поселения